# Меркателло-суль-Метауро

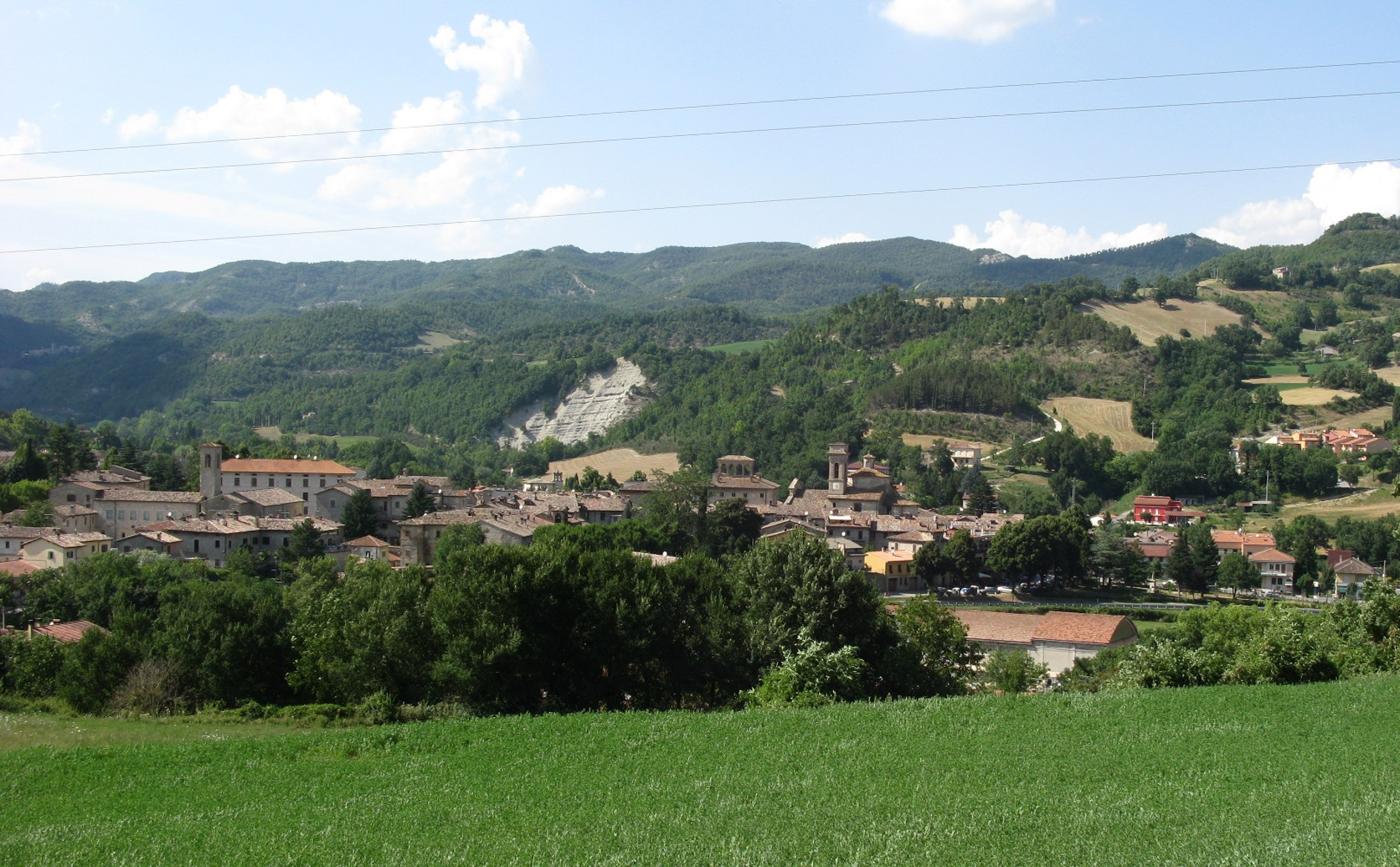
Mercatello sul Metauro

Меркателло-суль-Метауро (італ. Mercatello sul Metauro) — муніципалітет в Італії, у регіоні Марке, провінція Пезаро і Урбіно.
Меркателло-суль-Метауро розташоване на відстані близько 200 км на північ від Риму, 95 км на захід від Анкони, 55 км на південний захід від Пезаро, 26 км на захід від Урбіно.
Населення — 1401 особа (2014).
Щорічний фестиваль відбувається 9 липня. Покровитель — Свята Вероніка (Santa Veronica).

## Демографія
Населення за роками:

Станом на 1 січня 2023 року в муніципалітеті офіційно проживало 89 іноземців з 19 країн, серед них 32 громадяни країн Євросоюзу та 1 громадянин України.

## Сусідні муніципалітети
- Апеккьо
- Борго-Паче
- Карпенья
- Читта-ді-Кастелло
- Сан-Джустіно
- Сант'Анджело-ін-Вадо
- Сестіно